# Stefanie Dehnen
Stefanie Susanne Dehnen (* 31. Mai 1969 in Gelnhausen) ist eine deutsche Chemikerin und geschäftsführende Direktorin des Instituts für Nanotechnologie am Karlsruher Institut für Technologie. Zuvor war sie 17 Jahre Professorin für anorganische Chemie an der Universität Marburg. In den Jahren 2024 und 2025 ist sie Präsidentin der Gesellschaft Deutscher Chemiker.

## Leben und Wirken
Dehnen studierte nach dem Abitur in Gelnhausen (Grimmelshausenschule) von 1988 bis 1993 Chemie an der Universität Karlsruhe. Sie promovierte 1996 in der Gruppe von Dieter Fenske (Dissertation: Experimentelle und theoretische Untersuchungen schwefel- und selenverbrückter Kupfercluster) und habilitierte sich 2004 an der Universität Karlsruhe (Untersuchungen der Chemie von Chalkogenostannatsalzen), wo sie ab 1998 wissenschaftliche Mitarbeiterin am Lehrstuhl für Anorganische Chemie war. Von 2006 bis 2022 war sie ordentliche Professorin für anorganische Chemie an der Universität Marburg. Seit Oktober 2022 ist sie geschäftsführende Direktorin des Instituts für Nanotechnologie am Karlsruher Institut für Technologie. Sie ist verheiratet und hat vier Kinder.
Ihre aktuelle Forschung beschäftigt sich mit der Synthese, den Bildungsmechanismen, der Stabilität, der Reaktivität und den physikalische Eigenschaften von Verbindungen und Materialien mit binären und ternären Chalkogenidometallatanionen, Organotetrel-Chalkogenidverbindungen, binären Zintlanionen und ternären intermetalloiden Clustern.
Sie wurde 2004 mit dem Wöhler Nachwuchspreis der Gesellschaft Deutscher Chemiker und 2005 mit dem Landeslehrpreis Baden-Württemberg ausgezeichnet. Seit 2016 ist Dehnen ordentliches Mitglied der Göttinger Akademie der Wissenschaften und der Mainzer Akademie der Wissenschaften und Literatur. 2018 erhielt sie den Preis der Philipps-Universität Marburg für die Förderung von Frauen in der Wissenschaft. Sie hielt 2019 einen Plenarvortrag auf dem GDCh-Wissenschaftsforum Chemie (Multinary Clusters – Between Molecular Aesthetics and Macroscopic Functionality). 2020 wurde sie als dritte Frau in der Preisgeschichte (nach Margot Becke-Goehring und Marianne Baudler) mit dem Alfred-Stock-Gedächtnispreis geehrt. Zudem durfte sie die Margot-Becke-Vorlesung halten. Im Jahr 2020 wurde Stefanie Dehnen in der Sektion Chemie als Mitglied in die Nationale Akademie der Wissenschaften Leopoldina aufgenommen. 2022 erhielt sie den Gottfried Wilhelm Leibniz-Preis und einen ERC Advanced Grant für die Erforschung von Bismut-Clustern. Seit 2022 ist sie auch Mitglied der Berlin-Brandenburgischen Akademie der Wissenschaften. Seit 2022 ist sie Editor-in-Chief der Zeitschrift Inorganic Chemistry. Im Jahr 2023 gewann sie bei den Preis der Royal Society of Chemistry in der Kategorie RSC/GDCh Alexander Todd-Hans Krebs Lectureship in Chemical Sciences. In den Jahren 2024 und 2025 ist sie Präsidentin der Gesellschaft Deutscher Chemiker.
Stefanie Dehnen ist Mitglied des Direktoriums des Chemikum Marburg, eines Mitmachlabors für Kinder und Jugendliche, sowie Erwachsenen, zum selbständigen Experimentieren und Erfahren von Chemie außerhalb des Schulkontextes.

## Schriften
Drei ihrer meistzitierten Publikationen sind:
- Philipp Bron, Sebastian Johansson, Klaus Zick, Jörn Schmedt auf der Günne, Stefanie Dehnen, Bernhard Roling: Li10SnP2S12: An Affordable Lithium Superionic Conductor. In: Journal of the American Chemical Society. 135. Jahrgang, Nr. 42, 23. Oktober 2013, S. 15694–15697, doi:10.1021/ja407393y (englisch).
- Stefanie Dehnen, Maike Melullis: A coordination chemistry approach towards ternary M/14/16 anions. In: Coordination Chemistry Reviews. 251. Jahrgang, Nr. 9–10, Mai 2007, S. 1259–1280, doi:10.1016/j.ccr.2006.11.003 (englisch).
- Olaf Fuhr, Stefanie Dehnen, Dieter Fenske: Chalcogenide clusters of copper and silver from silylated chalcogenide sources. In: Chem. Soc. Rev. 42. Jahrgang, Nr. 4, 2013, S. 1871–1906, doi:10.1039/C2CS35252D (englisch).

## Auszeichnungen
- 2025: Mitglied der Academia Europaea
- 2024: Hector Wissenschaftspreis
- 2024: Korrespondierendes Mitglied im Ausland der Österreichischen Akademie der Wissenschaften[18]
- 2024: Honorary Fellow der Chinese Chemical Society (CCS)[19]
- 2024: Fellow of Chemistry Europe
- 2023: Alexander Todd-Hans Krebs Lectureship in Chemical Sciences der Royal Society of Chemistry (RSC) und der Gesellschaft Deutscher Chemiker (GDCh)[20]
- 2022: Ordentliches Mitglied der Berlin-Brandenburgischen Akademie der Wissenschaften
- 2022: ERC Advanced Grant „BiCMat“ des European Research Council[21]
- 2022: Gottfried Wilhelm Leibniz-Preis der Deutschen Forschungsgemeinschaft (DFG)[22]
- 2020: Ordentliches Mitglied Nationale Akademie der Wissenschaften Leopoldina in der Sektion Chemie[22]
- 2020: Margot-Becke-Vorlesung der Universität Heidelberg[23]
- 2020: Alfred-Stock-Gedächtnispreis der Gesellschaft Deutscher Chemiker[24]
- 2018: Preis der Philipps-Universität Marburg für die Förderung von Frauen in der Wissenschaft[22]
- 2016: Ordentliches Mitglied der Göttinger Akademie der Wissenschaften
- 2016: Ordentliches Mitglied der Mainzer Akademie der Wissenschaften und Literatur
- 2005: Landeslehrpreis Baden-Württemberg[25]
- 2005: Heisenbergstipendium der DFG
- 2004: Wöhler Nachwuchspreis der Gesellschaft Deutscher Chemiker
- 1998–2003: Margarete von Wrangell-Habilitations-Stipendium des Landes Baden-Württemberg
- 1995: Preis für Beste Studierende an Karlsruher Universitäten in 1994